# 2174 Asmodeus
2174 Asmodeus è un asteroide della fascia principale. Scoperto nel 1975, presenta un'orbita caratterizzata da un semiasse maggiore pari a 2,5397806 au e da un'eccentricità di 0,2675335, inclinata di 8,05673° rispetto all'eclittica.
L'asteroide è dedicato al demone biblico ebraico Asmodeo.